# George Washington (Cuba)
George Washington,  también conocido como Washington, es el pueblo ubicado en el municipio de Santo Domingo, en la Provincia de Villa Clara, en Cuba. En 2012, fue habitado por 2023 personas.

## Nombre
El pueblo lleva el nombre de George Washington, el primer presidente de los Estados Unidos.